# Theuma elucubata
Theuma elucubata är en spindelart som beskrevs av Tucker 1923. Theuma elucubata ingår i släktet Theuma och familjen Prodidomidae. Inga underarter finns listade i Catalogue of Life.